# Microdontomerus gordhi
Microdontomerus gordhi är en stekelart som beskrevs av Grissell 2005. Microdontomerus gordhi ingår i släktet Microdontomerus och familjen gallglanssteklar. Inga underarter finns listade i Catalogue of Life.